# Raisei Shimazu
Raisei Shimazu (島津 頼盛 Shimazu Raisei?), född 7 april 1999 i Osaka prefektur, är en japansk fotbollsspelare.
Shimazu började sin karriär 2018 i Zweigen Kanazawa.